# Donald Triplett
Donald Gray Triplett (8 de setembro de 1933 - 15 de junho de 2023) foi um cidadão americano e a primeira pessoa a ser diagnosticada com autismo no mundo. Ele foi primeiramente diagnosticado por Leo Kanner, e foi classificado como "Caso 1". Triplett é conhecido por suas habilidades savant, particularmente suas habilidades em identificar notas musicais no piano, e em realizar rápidas multiplicações mentais.

## Início da Vida
Donald Triplett é filho de Beamon e Mary Triplett. Inicialmente, Donald era uma criança profundamente introvertida que não respondia aos gestos e vozes de seus pais. Sua linguagem era incomum, ele não brincava com outras crianças e parecia distante dos outros. Donald foi institucionalizado aos três anos de idade, mas seus pais o retiraram um ano depois. Seu pai, Beamon, o descreveu como socialmente retraído, mas interessado em padrões numéricos, notas musicais, letras do alfabeto e fotos do presidente dos EUA. Com apenas 2 anos, ele recitou o Salmo 23 e memorizou 25 perguntas e respostas do catecismo presbiteriano. Também manifestou interesse em criar acordes musicais.
Quando os Tripletts foram a Baltimore, Maryland para se encontrar com Leo Kanner, este viu que Donald apresentava alguns sintomas semelhantes aos de esquizofrenia infantil, mas acabou diagnosticando-o com autismo.

## Educação e Vida Adulta
O diagnóstico de Donald Triplett levaria à complexa história do autismo,
A partir daí, a história do autismo se desdobraria através de décadas, atuando em muitos e variados episódios dramáticos, reviravoltas bizarras e mudanças de rotas de estrelas, tanto heróicas quanto vilanescas, por pesquisadores, educadores, ativistas e autistas. BBC Magazine
Contudo, Donald Triplett e sua família se distanciaram de tudo isso. Ele estava matriculado na high school, onde seus professores e colegas estavam aceitando-o, e em 1958 ele se formou em francês pelo Millsaps College. Mais tarde, ele retornou à sua cidade natal, onde trabalhou no banco que pertencia a sua família. Ele aprendeu a dirigir e viajou ao redor do mundo em seu tempo livre.

## Legado
Donald foi localizado por John Donvan e Caren Zucker, que o entrevistaram para escreverem o artigo "Autism's First Child" na The Atlantic. Mais tarde, ele foi destaque no livro In a Different Key.